# إنسيب
إنسيب (الاسم العلمي Inocybe)، جنس فطر من الغاريقونيات. يوجد في المراعي الرطبة وعلى ضفاف مجاري الماء. ساقه دقيقة، رفيعة، طحلاء اللون. ارسوسته شبه مخروطية الشكل، صغيرة القد، قطرها نحو 2 سم. لونها إلى الطحلة لعلوها مواج تبني. أطراسه دقيقة فضية اللون.يعتبر من الفطور الجحالية المؤذية.